# Атреки
Атреки (лат. Atrecus)— род стафилинид из подсемейства Staphylininae.

## Описание
Верхняя губа с угловидной выемкой. Задние голени без шипиков. Надкрылья с глубокой пришовной бороздкой. Тергиты брюшка у основания с двойной поперечной бороздкой.

## Систематика
К роду относятся:
- вид: Atrecus affinis (Paykull, 1789)
- вид: Atrecus ardeanus Ciceroni, 1990
- вид: Atrecus casalei (Bordoni, 1987)
- вид: Atrecus longiceps (Fauvel, 1873)
- вид: Atrecus pilicornis (Paykull, 1790)